# Pies Kawelin
Pies Kawelin – stojąca w parku Planty w Białymstoku betonowa rzeźba dłuta Małgorzaty Niedzielko. 

## Historia
Obecna rzeźba jest niemal wierną repliką przedwojennego Kawelina, który stał przy ogrodzeniu pałacu Branickich naprzeciwko kościoła farnego. Stworzyli ją w 1936 roku białostoccy artyści, Piotr Sawicki i Józef Sławicki. W roku 1944 rzeźba psa zaginęła.
Napis na tabliczce na cokole głosi:
"Pies Kawelin; Replika rzeźby Piotra Sawickiego seniora wykonana przez Małgorzatę Niedzielko; Dar Podlaskiego Towarzystwa Zachęty Sztuk Pięknych dla Mieszkańców Białegostoku; mecenas: "Contractus" spółka z.o.o; Białystok, 24 czerwca 2006 roku."
Istnieją dwie wersje pochodzenia imienia psa. Pierwsza głosi, że został on ochrzczony od nazwiska (Kawielin) stróża przedwojennego białostockiego Hotelu Ritz. Druga (bardziej prawdopodobna), zakłada pochodzenia imienia psa od nazwiska carskiego pułkownika Mikołaja Kawelina osiadłego na Białostocczyźnie, którego rzeźba miała przypominać. Od 2009 r. działacze Rosyjskiego Stowarzyszenia Kulturalno-Oświatowego w Białymstoku lansują nową interpretację rzeźby. Ich zadaniem "Pies Kawelin" obraża dumę narodową Rosjan i dlatego nazwa powinna zostać zmieniona na "Pies Kawelina". Propozycja przeszła bez echa i białostoczanie wciąż nazywają rzeźbę Kawelinem.